# Supercoppa di Bulgaria 2004
La Supercoppa di Bulgaria 2004 è stata la 2ª edizione di tale competizione, disputata il 31 luglio 2004 allo Stadio Lazur di Burgas. La sfida ha visto contrapposte il Lokomotiv Plovdiv, vincitore del campionato e il Liteks Loveč, vincitore della coppa nazionale. Il Lokomotiv Plovdiv ha avuto la meglio sul Liteks Loveč per 1 a 0, conquistando il trofeo per la prima volta nella sua storia.

## Tabellino
| Arbitro: | Genov |

|              |           |  |
| Paskov 90+1’ | Marcatori |  |